# Setariopsis latiglumis
Setariopsis latiglumis är en gräsart som först beskrevs av George Vasey, och fick sitt nu gällande namn av Frank Lamson Scribner. Setariopsis latiglumis ingår i släktet Setariopsis och familjen gräs. Inga underarter finns listade i Catalogue of Life.